# Torbjörn Gehrke
Torbjörn Arne Gehrke, (nacido el 27 de julio de 1967 en Linkoping, Suecia) es un exjugador de baloncesto sueco. Con 2.04 de estatura, su puesto natural en la cancha era el de pívot. 

## Trayectoria
- Alvik Stockholm (1986-1987)
- Universidad de Stetson (1987-1989)
- Alvik Stockholm (1989-1992)
- Plannja Basket Lulea (1993-1997)
- Toulouse (1997-1998)
- Racing París (1997)
- Saski Baskonia (1998)
- Gießen 46ers (1998)
- Plannja Basket Lulea (1999-2000)